# Танк Леонардо да Вінчі

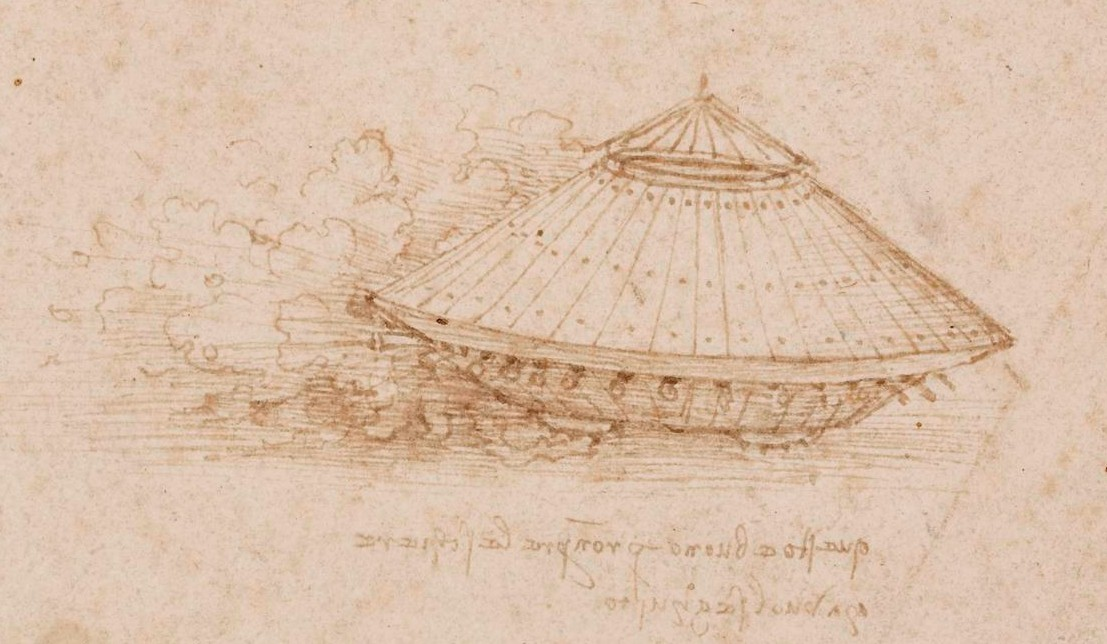
Креслення танку

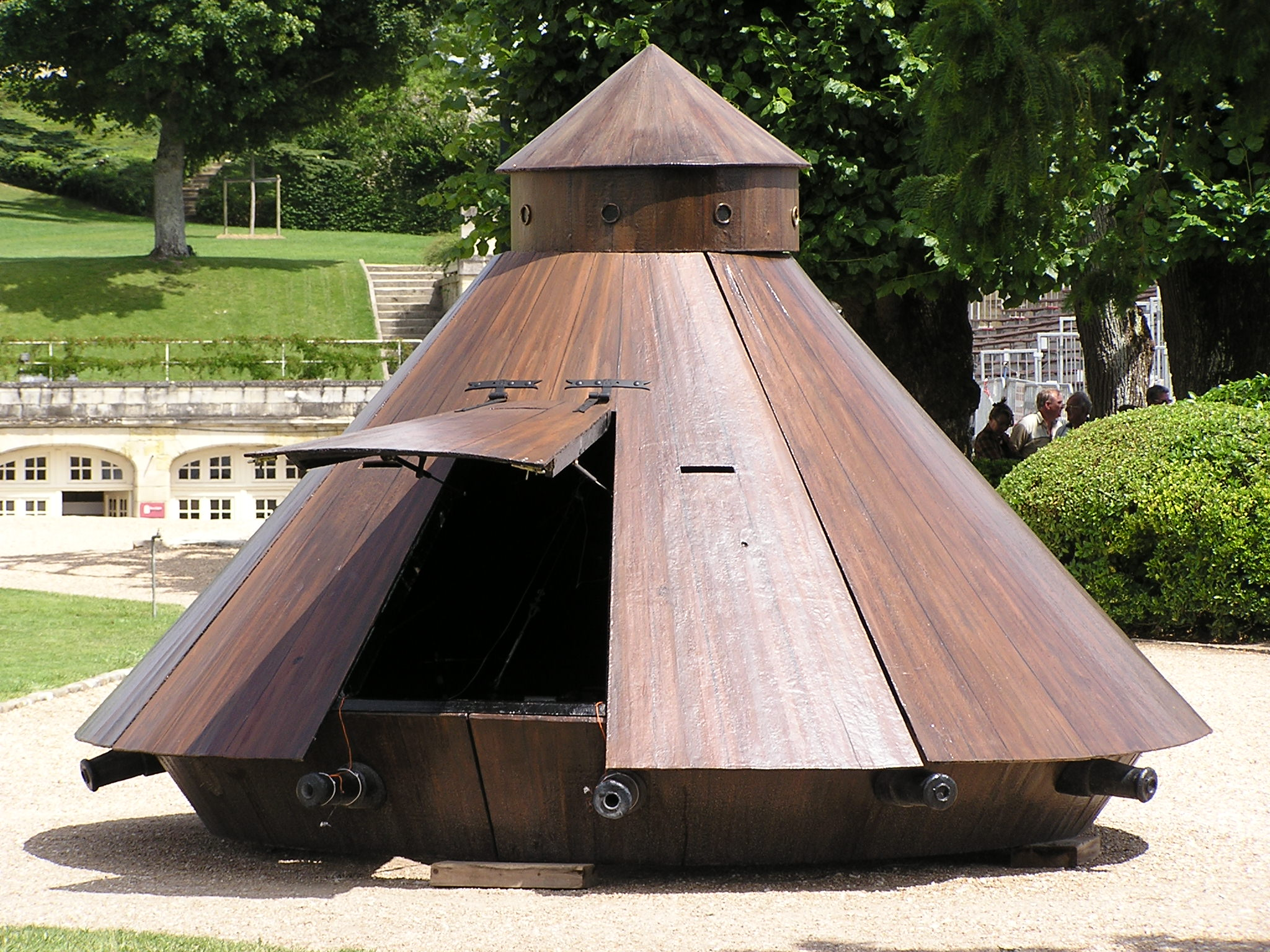
Реконструкція

«Танк Леонардо да Вінчі» — один з винаходів італійського вченого, винахідника та художника Леонардо да Вінчі.

## Конструкція
Танк епохи Відродження, що вважається основним прототипом сучасних танків, мав бути споруджений з дерев'яних і металевих частин. Механізм, за допомогою якого здійснювався рух, складався з коліс, зубчастих шестерень і рукояток. Танк повинен був рухатися за рахунок м'язової сили екіпажу, імовірно числом до восьми осіб. По периметру конструкції повинні були розташовуватися гармати. Нагорі мала бути споруджена оглядова башта. Висота споруди мала сягати близько 3 метрів, всередині планувалося облаштувати сходи.

## Застосування
Ймовірно, танк призначався скоріше для залякування та деморалізації супротивника, ніж як серйозне знаряддя ураження. Внаслідок громіздкої конструкції та низької прохідності, танк не міг використовуватися на місцевості зі змінним рельєфом. Також, враховуючи вагу всієї машини, вона не могла бути навіть зрушена з місця за допомогою м'язової тяги. Цей проєкт явно був нездійсненний у XV столітті, проте започаткував майбутні інженерні розробки зі створення танків.